# Emil Stumpp

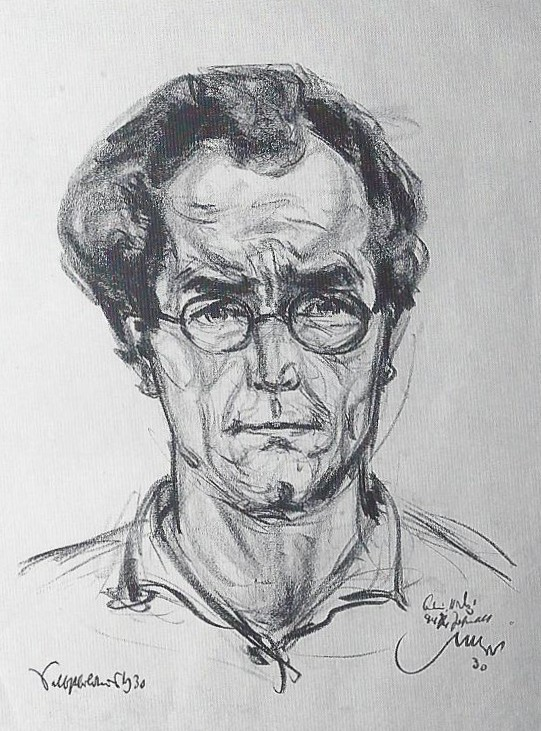
Emil Stumpp (Selbstporträt, 1929)

Emil Wilhelm Stumpp (* 17. März 1886 in Neckarzimmern; † 5. April 1941 in Stuhm, Westpreußen) war ein deutscher Lehrer, Maler und einer der bekanntesten deutschen Pressezeichner der Weimarer Republik.

## Leben und Werk

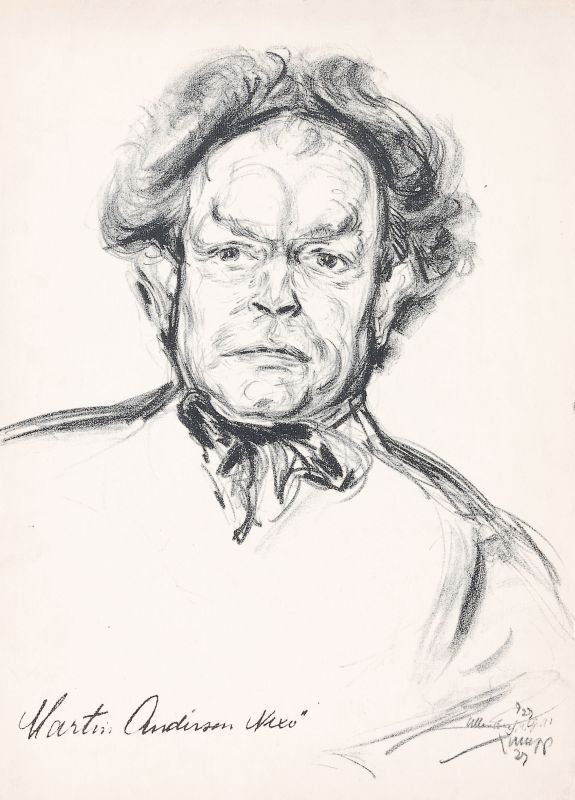
Stumpps Lithographie des dänischen Autors Martin Andersen Nexø aus dem Jahr 1921

Emil Stumpps Eltern waren der Gärtner Wilhelm Stumpp aus Stetten und seine Ehefrau Maria, geborene Aeckerle. Er wuchs mit fünf Geschwistern auf. Drei Jahre nach seiner Geburt zog die Familie von Neckarzimmern nach Worms, wo der Vater als Obergärtner bei der Industriellenfamilie Heyl arbeitete. Emil Stumpp besuchte die Oberrealschule und machte prägende Erfahrungen als Mitglied des Wandervogels. Nach dem Abitur im Februar 1904 studierte er zunächst ein Semester an der Kunstgewerbeschule Karlsruhe, leistete dann ab dem 1. Oktober seinen einjährig-freiwilligen Militärdienst beim Infanterie-Regiment 118 in Worms und begann zum Wintersemester 1905/06 an der Philipps-Universität Marburg das Studium der Germanistik, Anglistik, Geschichte und Philosophie. Nach zwei Semestern wechselte er an die Humboldt-Universität zu Berlin, wo er die nächsten beiden Semester studierte.
Danach verbrachte er ein Jahr in Skandinavien, bevor er für die letzten drei Studienjahre nach Marburg zurückkehrte. In Uppsala hatte er die schwedische Studentin Hedvig Glas kennengelernt, die er 1910, noch als Student, heiratete. Das Paar bekam fünf Kinder: Maria (* 1911), Hermann (* 1912), Hedwig (* 1913), Hilde (* 1918) und Gudrun (* 1920). In Marburg legte Stumpp im März 1910 die Prüfung zum Turn- und Zeichenlehrer ab, im November 1913 das Staatsexamen für das Höhere Lehramt in Deutsch und Englisch und 1914 eine Erweiterungsprüfung für das Fach Philosophische Propädeutik. Bei Ausbruch des Ersten Weltkriegs wurde der Reserveleutnant Stumpp sofort einberufen. Er wurde während des Krieges insgesamt viermal verwundet. Bei Kriegsende lebte er mit seiner Familie in Königsberg, wo er Adjutant des Bahnhofskommandeurs war. In den Wirren der Novemberrevolution wurde er wegen seiner Zusammenarbeit mit dem Arbeiter- und Soldatenrat zeitweise von konterrevolutionären Truppen inhaftiert.
Ab Februar 1919 absolvierte Stumpp das vorgeschriebene Seminarjahr; er arbeitete ab dem 1. April 1920 am Königlichen Hufengymnasium in Königsberg, war daneben auch künstlerisch tätig. 1919 war er Gründer und Vorsitzender des „Wirtschaftlichen Verbands Bildender Künstler Nordostdeutschlands“. Zwischen Lehrer- und Künstlerexistenz hin- und hergerissen, schied er Ostern 1924 aus dem Schuldienst aus und arbeitete fortan freiberuflich als Maler und Zeichner in Berlin, während seine Familie in Königsberg blieb. Nach dem frühen Tod seiner Frau 1928 wurden die Kinder von seiner Schwester betreut.
Stumpp spezialisierte sich anfangs auf die Anfertigung von Porträtzeichnungen, dann auf deren lithographische Reproduktion zur Veröffentlichung in der Presse, womit er bald so erfolgreich war, dass seine Bilder in zahlreichen Zeitungen abgedruckt wurden und bereits 1926 das erste Buch mit seinen Zeichnungen, Köpfe in Schwaben, erschien. Einer seiner Hauptauftraggeber war der Dortmunder General-Anzeiger. In den folgenden Jahren porträtierte Stumpp auf zahlreichen Reisen als „rasender Zeichner“ eine große Zahl bedeutender Persönlichkeiten aus Politik, Wirtschaft, Sport, Geistesleben und Kunstbetrieb. Teils besuchte er Großereignisse wie Konferenzen, Kongresse und Sportwettkämpfe, um seine Modelle zu finden, teils saßen sie ihm im Auftrag von Zeitungen Modell, teils suchte er sie gezielt auf, um ihre Zustimmung zu einer Porträtsitzung zu erhalten. Es gelang ihm beispielsweise nach mehrmaligen Besuchen vor Ort als einzigem Künstler, von Edvard Munch die Erlaubnis zu einem Porträt zu erhalten. Dabei kam ihm seine schnelle Auffassung und Arbeitsweise zugute; so porträtierte er 1932, nach dem Besuch der Olympischen Spiele in Los Angeles, den damaligen demokratischen Präsidentschaftskandidaten Franklin D. Roosevelt in einer nur zehnminütigen Sitzung. Zum Markenzeichen seiner Porträts wurde es, dass er die Originalzeichnungen von den Porträtierten eigenhändig signieren ließ. 1931 hielt er die Porträts der Prozessbeteiligten des Calmette-Prozesses für die Nachwelt fest.

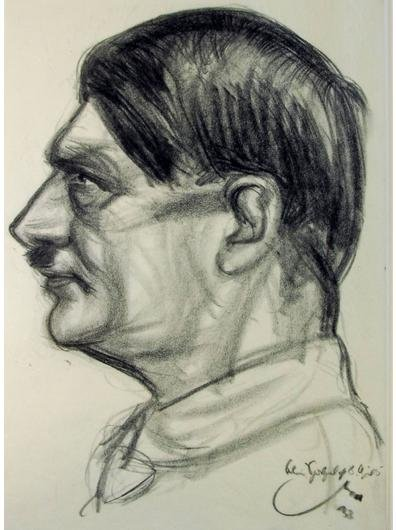
Hitler-Porträt 1933

Am 20. April 1933 druckte der Dortmunder General-Anzeiger auf der ersten Seite ein Porträt Adolf Hitlers anlässlich seines Geburtstags ab, das Stumpp kurz zuvor bei einer Hitlerrede gezeichnet hatte. Die örtliche SA betrachtete die wenig schmeichelhafte Zeichnung als „böswillige“ Karikatur und nahm den Vorfall zum Anlass, um Druckerei und Redaktion der bekanntermaßen linksliberal eingestellten Zeitung zu besetzen. Folge war die Gleichschaltung der Dortmunder Zeitung, die zu einem Parteiorgan der NSDAP umfunktioniert wurde, und ein Publikationsverbot für Stumpp. Damit verlor er schlagartig seine Haupteinnahmequelle. In den Folgejahren versuchte er sich vor allem mit dem Verkauf von Landschaftszeichnungen und -aquarellen wirtschaftlich über Wasser zu halten. Dazu unternahm er Reisen in zahlreiche europäische Länder und hielt sich viel im Ausland auf. Er verfasste auch Textbeiträge zur Zeitschrift Geister und Gespenster seines Königsberger Freundes Robert Budzinski.
Nachdem Stumpp im Februar 1940 auf die Nachricht von der tödlichen Erkrankung seiner Tochter Hilde von Stockholm nach Königsberg zurückgekehrt war, erhielt er keine Ausreiseerlaubnis mehr. Im September mietete er sich in Perwelk (heute: Pervalka) auf der Kurischen Nehrung ein; dort äußerte er sich politisch offenherzig und wurde von seinen Wirtsleuten denunziert. Er wurde am 2. Oktober 1940 in Perwelk verhaftet und vom Sondergericht Königsberg am 14. Januar 1941 in einer Sitzung des Gerichts in Memel zu einem Jahr Haft wegen Verstoßes gegen das Heimtückegesetz und unerlaubten Umgangs mit Kriegsgefangenen verurteilt. Die Haftbedingungen waren vor allem durch systematische Unterernährung gekennzeichnet; während der sechs Monate im Königsberger Gefängnis verlor Stumpp 30 kg Gewicht. Als er Anfang April in das Gefängnis von Stuhm in Westpreußen verlegt wurde, musste er die 150 km lange Fahrt bei grimmiger Kälte im ungeheizten Eisenbahnwaggon zurücklegen. Der vom Hunger geschwächte Stumpp erkrankte an Lungenentzündung und starb im Alter von 55 Jahren am 5. April 1941 im Gefängnis. Sein Tagebuch aus der Haft blieb erhalten und liegt als Kopie im Emil-Stumpp-Archiv.

## Nachlass
Nachdem Stumpps einziger Sohn Hermann Ende 1941 vor Leningrad gefallen war, sorgten die drei überlebenden Töchter für die Erhaltung des künstlerischen Nachlasses, der etwa 20.000 Lithographien und zahlreiche Aquarelle und Ölbilder umfasst. Insbesondere Stumpps Tochter Hedwig und ihr Ehemann, der Komponist Kurt Schwaen, setzten sich lebenslang für die Bewahrung und Pflege des Nachlasses und das Andenken an Emil Stumpp ein. Mehrfach zogen sie innerhalb Ost-Berlins mit dem gesamten Nachlass um. Zeitweilig war die Sammlung im Märkischen Museum und im Zeughaus untergebracht. Nach der Wende überließ Schwaen den größten Teil des Nachlasses einem Neffen des Grafikers, Michael Stumpp, der seitdem das Stumpp-Archiv besaß, das seit 1998 in Gelnhausen angesiedelt war. 2024 wurde dieser Bestand an das Deutsche Exilarchiv 1933–1945 in Frankfurt am Main übergeben. Weitere Teile des Nachlasses befinden sich beim Institut für Zeitungsforschung in Dortmund.

### Verbleib
- Der größte Teil des Nachlasses von Emil Stumpp wurde bis 2024 im Emil-Stumpp-Archiv in Gelnhausen aufbewahrt. Zahlreiche Bilder wurden dort in den letzten Jahren digitalisiert und online gestellt. Seit 2024 wird dieser Bestand in Frankfurt am Main archiviert: Deutsches Exilarchiv 1933-1945.
- Das Deutsche Historische Museum in Berlin verfügt über die umfangreichste Stumpp-Sammlung in Museumsbesitz (über 900 Einträge in der GOS-Objektdatenbank online).
- Im Institut für Zeitungsforschung in Dortmund liegen etwa 400 Bilder sowie Manuskripte, vor allem aus Stumpps Zusammenarbeit mit dem Dortmunder General-Anzeiger.
- Der Deutsche Bundestag verfügt über eine Sammlung von mehr als 300 Porträts deutscher Politiker der Weimarer Republik von Stumpp.

## Gedenken

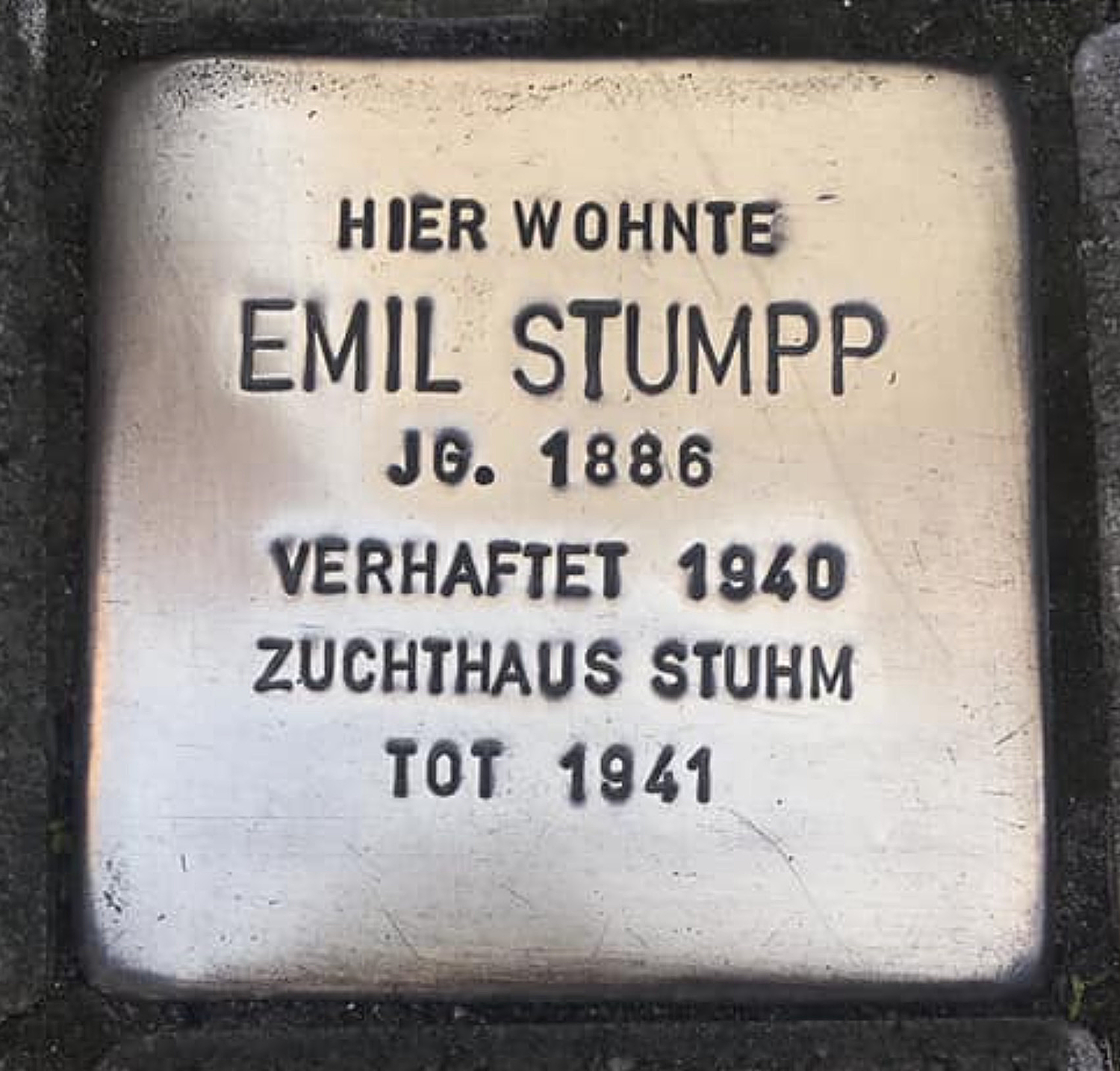
Stolperstein für Emil Stumpp in Worms

2008 wurde in Worms vor dem Haus Pfauenpforte 9 ein Stolperstein für Emil Stumpp verlegt.

## Publikationen
- mit Robert Budzinski: Ostpreußische Typen: 12 Federzeichnungen. Ostpreussische Zweigausschüsse des Verbandes für Deutsche Jugendherbergen. Allenstein o. J.
- Köpfe in Schwaben: Porträt-Skizzen. Stuttgarter Neues Tageblatt, Stuttgart 1926 (Tagblatt-Schriften; 7).
- mit Resi Flierl: Deutsche Städte, deutsche Landschaft. Verlag der Kunst, Dresden 1959 (Zwinger-Bücher).
- Kurt Schwaen (Hrsg.): Emil Stumpp: Über meine Köpfe: Texte, Porträts, Landschaften. Buchverlag Der Morgen, Berlin 1983.

## Ausstellungen (Auswahl)
- 2001: Lüneburg, Ostpreußisches Landesmuseum („Emil Stumpp, Köpfe und Landschaften aus bewegter Zeit“)[7][8]
- 2021/2022: Berlin, Bezirksmuseum Marzahn-Hellersdorf („Berliner Porträts der 1920er- und 30er-Jahre“)